# Ricardo Chibanga
Ricardo Chibanga (Lourenço Marques, 8 de novembro de 1942 — Golegã, 16 de abril de 2019) foi um toureiro moçambicano, sendo o primeiro toureiro africano e negro que na década de 1960 foi um dos mais famosos no mundo, principalmente em Portugal e Espanha.

## Carreira
Ricardo Chibanga nasceu na Mafalala, um bairro de lata da cidade de Lourenço Marques, conhecida atualmente como Maputo, a capital da então província portuguesa de Moçambique. Ele é um amigo de infância de Eusébio. Desde criança mostrou paixão pelas touradas, e visitava regularmente a Praça de Touros de Lourenço Marques. Em 1962, mudou-se para Portugal como assistente de um famoso toureiro. Primeiro, ele completou seu serviço militar, sendo depois o seu talento como toureiro reconhecido em treinos na Golegã e Badajoz. 
Tendo passado pela Escola de Toureio de Coruche, dos irmãos António e Manuel Cipriano «Badajoz», e pela Escola da Golegã, sob orientação de Patrício Cecílio, Chibanga apresentou-se em praças como a Praça de Touros de Viana do Castelo em Viana do Castelo, e a Praça de Touros do Campo Pequeno, em Lisboa, antes de rumar a Espanha. 
Em Espanha — onde poderia exercer em pleno a função de matador, precisamente por não existir a proibição legal de matar o touro diante do público, tal como sucede em França e na América Latina — o primeiro toureiro de raça negra forjou-se como matador de sucesso, apresentando-se em praças tão importantes como a Real Maestranza de Sevilha ou Las Ventas, Madrid; bem como nas principais praças de França, como a Arena de Nimes ou o Coliseu de Arles.
Em outros países foi aclamado: no México, Reino Unido, Venezuela, Canadá, Estados Unidos, Indonésia, China, Angola e na sua terra natal, Moçambique. Várias celebridades o viram e admiraram como espetadores, incluindo Pablo Picasso, Salvador Dalí, Orson Welles e Christiaan Barnard, o mundialmente famoso cirurgião cardíaco. 
Passou 20 anos a tourear, baseando a sua carreira em Portugal, Espanha e França.

## Fim de carreira
Após o fim da sua carreira mudou-se para a Golegã, onde viria a falecer, e onde até existe uma rua com o seu nome. 
Em 2 de março de 2019 sofreu em sua casa um Acidente vascular cerebral. Morreu a 16 de abril de 2019, em sua casa na Golegã, na sequência desse mesmo AVC, depois de um período de internamento no Hospital de Torres Novas.